# Gotho Griesmeier
Gotho Griesmeier (* 1971 in Linz) ist eine österreichische Opernsängerin.

## Leben
Nach der Matura am Linzer Musikgymnasium absolvierte sie später ein Gesangsstudium an der Anton Bruckner Privatuniversität in Linz bei Andreas Lebeda und Thomas Kerbl.
Seit 2006 ist sie fixes Mitglied des Opern- und Operettenensembles am Landestheater Linz. Sie wirkte bei einigen Opernuraufführungen von Philip Glass, Ernst Ludwig Leitner und Helmut Schmidinger mit. Sie trat außerdem bei Konzerten und Gastspielen, etwa in Modena, Ferrara, beim Brahms-Festival Mürzzuschlag und in Sanlucar de Barrameda (Spanien), bei der Biennale München und bei den Oberösterreichischen Stiftskonzerten und mit Franz Welser-Möst auf.
Weiters spielte sie einige  Hauptrollen im Operetten, so z. B. die Hanna Glawari in Franz Lehárs Die lustige Witwe oder die Rösslwirtin in Ralph Benatzkys Im weißen Rössl.
Griesmeier engagiert sich politisch bei der ÖVP Alberndorf und ist Betriebsratsvorsitzende am Landestheater Linz.

## Privates
Gotho Griesmeier ist mit dem Musiker, Kapellmeister und Kommunalpolitiker Peter Griesmeier verheiratet, hat vier Kinder und lebt in Alberndorf in der Riedmark.

## Auszeichnungen
- 2017/18 Richard-Tauber-Medaille[4]